# O-I
O-I byl japonský projekt supertěžkého tanku z druhé světové války. Konstrukce byla zajímavá množstvím lehčích dělových věží. Byl postaven pouze jeden prototyp bez věže, který se nikdy nezúčastnil boje. Kompletní historie projektu je neznámá z důvodu jeho utajení a omezeného množství zachované dokumentace.

## Historie a vývoj
Po porážce japonské armády v bitvě u Chalchyn golu bylo naznáno, že stávající japonské tanky Typ 97 Či-Ha a Typ 95 Ha-Go jsou sice efektivní při podpoře pěchoty, ale nemohou se rovnat nejnovějším sovětským strojům. V důsledku tohoto zjištění byl armádnímu technickému oddělení zadán úkol vyvinout těžký tank, který měl fungovat jako pojízdná pevnost v mandžuských stepích. Vývoj tak byl přímou reakcí na tuto porážku.
Na počátku roku 1940 zadal Hideo Iwakuro z japonského ministerstva války (陸軍省, Rikugun-shō) armádnímu technickému výzkumnému oddělení vyvinout prototyp supertěžkého tanku dvakrát většího než tehdejší nejmohutnější japonský tank Typ 95. Design nového tanku se od tohoto neměl výrazně lišit. Prototyp měl vážit 100 tun a být osazen 105mm dělem nebo 150mm houfnicí.
Na projektu se podílela také společnost Mitsubishi Heavy Industries podle které byl prototyp pojmenován jako „Mi-To“ (Mitsubishi-Tokyo). Později bylo prototypu přiděleno oficiální pojmenování „O-I“, kde I je číslovkou 1 a O reprezentuje japonský výraz „Ooki-I-gou“ znamenající „velký“. V roce 1943 byl prototyp korby hotový a podstoupil testování, při kterém mělo být poškozeno odpružení. Tank měl mít vedle hlavní věže další čtyři menší věžičky, dvě vepředu a dvě vzadu. Jedna z předních věží byla uzpůsobena pro dělo Typ 1 ráže 47 mm, ostatní tři nesly kulomety Typ 97 ráže 7,7 mm. Největší doménou tanku bylo nicméně těžké pancéřování, které z něj mělo učinit pojízdnou pevnost. Přední pancéřování dosahovalo tloušťky 150 mm, naproti tomu boky byly značně oslabené a pancíř zde dosahoval tloušťky 35 mm. Pohon obstarávaly dva vzduchem chlazené benzínové motory V-12 o výkonu 550 hp vyvinuté BMW a licenčně vyráběné společností Kawasaki. Ty byly uloženy paralelně po delší straně tanku v zadní části korby. Stejné motory poháněly také tank Typ 5 Či-Ri.
Projekt byl po testování označen jako nepraktický a zastaven. Věž prototypu nebyla nikdy dokončena a korba byla roku 1944 sešrotována. Jediná dochovaná součást tanku je článek pásu měřící 800 mm na šířku, který se nachází na základně JGSDF v Takigahaře. Po skončení války existovala snaha se o projektu dozvědět více, ale dotazovaní inženýři z Mitsubishi podávali informace často v rozporu s dochovanými dokumenty.